# Константін Концеску
Константін Концеску (рум. Constantin Concescu) — румунський дипломат. Представник румунського уряду при Уряді Української Держави (1918). Голова румунського представництва в Європейській Дунайській комісії (1919-1939).

## Біографія
Був румунським дипломатичним представником; до першої світової війни на дипломатичній службі в болгарській столиці Софії та в Салоніках Греція. У 1918 був румунським уповноваженим при українському уряді, де 26 жовтня 1918 року підписав у Києві тимчасовий українсько-румунський економічний договір. 
З 1919 по 1939 року був головою румунського представництва в Європейській Дунайській комісії. 
З 1939 знаходився на пенсії і проживав у Франції.